# Шисань цзин чжушу
Шисань цзин чжушу (кит. 十三經注疏, пиньинь shísān jīng zhùshū, «„Тринадцатиканоние“ с комментариями и толкованиями») — авторитетное издание конфуцианского Тринадцатиканония в 416 цзюанях, предпринятое Жуань Юанем в 1816 году. Включает все авторитетные комментарии эпох Хань, Тан и Цин. Широко используется в китаеведческой науке и неоднократно переиздавалось.

## История
Находясь на посту губернатора Гуандуна, Жуань Юань основал конфуцианскую академию Сюэхайтан, для которой организовал проект издания авторитетного собрания комментариев к конфуцианскому канону. Единого собрания такого рода долгое время не существовало. Впервые сочетание иероглифов Шисань цзин чжушу было использовано в конце XII века (династия Южная Сун): так называлось издание Хуан Тана в 352 цзюанях, напечатанных в формате 10 столбцов на страницу, каждый из которых включал 27 иероглифов. Сунское издание было пересмотрено в эпоху Мин в XVI веке, редакцией руководил Ли Юаньян, бывший тогда инспектором Фуцзяни. Кроме фуцзяньского провинциального издания, было выпущено «издание Северного дворца» в 333 цзюанях. Оба минских Тринадцатиканония печатались в формате девяти столбцов на страницу, по 21 иероглифу в столбце. В последнее десятилетие существования династии Мин Мао Цзинь (1599—1659) опубликовал «издание Цзигугэ» в 334 цзюанях, но его качество не устроило императорскую книжную палату, которая располагалась в зале Уиндянь пекинского императорского дворца. Императорская цензура при проведении столичных экзаменов отдавала предпочтение «изданию Северного дворца».
Начав составление всеобъемлющего свода канонических комментариев, Жуань Юань основывался на редком сунском ксилографе, издание которого было в его библиотеке. Работая с канонами И ли и Эръя, Жуань Юань основывался на сунских комментированных изданиях, предпринятых в Сучжоу в XI веке, и имевшихся в собрании библиофила Хуана Пиле. Также Жуань Юань использовал собрание библиофила Ху Цзи, который владел сунским изданием Одиннадцати канонов и перепечатал версию Хуан Тана, издание которой было признано образцовым. Окончательно собрание Жуань Юаня было опубликовано в 1816 году, когда он был губернатором Цзянси.
Версия Тринадцатиканония Жуань Юаня стала образцовой и многократно переиздавалась в императорском Китае. Факсимильное издание вышло в библиотеке-серии «Сыбу бэйяо», эта версия в уменьшенном формате была перепечатана в 1979 году, с приложенным указателем Е Шаоцзюня, первое издание которого последовало в 1934 году. Стандартным сделалось двухтомное издание 1982 года, которое многократно воспроизводилось. В 2001 году издательство Пекинского университета предприняло новое четырёхтомное издание. Оно было выпущено в двух версиях: сокращёнными иероглифами горизонтальными строками и полными иероглифами вертикальными строками. Издание Жуань Юаня было дополнено трактатом Сунь Ижана «Заметки по сопоставлению комментариев к тринадцати классическим канонам».